# Егорий (Гороховецкий район)
Егорий — упразднённое село в Гороховецком районе Владимирской области России.

## География
Урочище находится в восточной части области, в зоне хвойно-широколиственных лесов, на берегу озера Старица (старица в левобережной части долины реки Клязьмы), на расстоянии 13 километров (по прямой) к западо-северо-западу от города Гороховец, административного центра района. Абсолютная высота — 74 метра над уровнем моря.

### Климат
Климат характеризуется как умеренно континентальный. Средняя температура воздуха самого холодного месяца (января) — −11,2 °C (абсолютный минимум — −45 °С), средняя температура воздуха самого тёплого месяца (июля) — +18,4 °С (абсолютный максимум — +38 °С). Безморозный период длится около 139 дней. Годовое количество атмосферных осадков составляет около 556 мм, из которых 387 мм выпадает в период с апреля по октябрь. Снежный покров держится в среднем около 149 дней.

## История
Село образовалось из подмонастырской слободки, которая относилась к находившейся здесь прежде Георгиевской пустыни, основанной преподобным Сергием Радонежским.
В «Списке населенных мест Владимирской губернии по сведениям 1859 года» населённый пункт упомянут как казённое село Егорьевская Слободка Гороховецкого уезда, расположенное в 15 верстах от уездного города. В селе насчитывалось 28 дворов и проживало 152 человека (65 мужчин и 87 женщин).
По состоянию на 1905 год, в Егорьевской Слободке имелось 30 дворов и проживало 227 человек. В административном отношении входила в состав Красносельской волости.
По данным 1926 года, в селе имелось 46 хозяйств (в том числе 42 крестьянских) и проживало 218 человек (110 мужчин и 108 женщин). Являлось центром Егорьевкого сельсовета Гороховецкой волости Вязниковского уезда.
На момент упразднения входило в состав Арефинского сельсовета Гороховецкого района. Упразднена решением облисполкома № 319 от 16 мая 1986 года как фактически не существующая.

## Храм
В пустыни действовала православная церковь во имя святого великомученика Георгия Победоносца.
По данным 1678 года, в пустыне уже не было монашествующих и она была близка к упразднению. Точная дата её упразднения не известна, но произошло это не позднее 1764 года.
В 1782 году в упраздненной пустыни осталось две деревянных церкви: Троицкая и Георгиевская. По просьбе прихожан оба храма перестроены в один с главным престолом во имя Живоначальные Троицы и с приделом во имя святого великомученика Георгия. В 1867 году храм был капитально отремонтирован.
В 1897 году к Георгиевскому приходу относилось 1055 человек, проживавших в селе и 3 окрестных деревнях. При церкви функционировала церковно-приходская школа.